# Kořenec

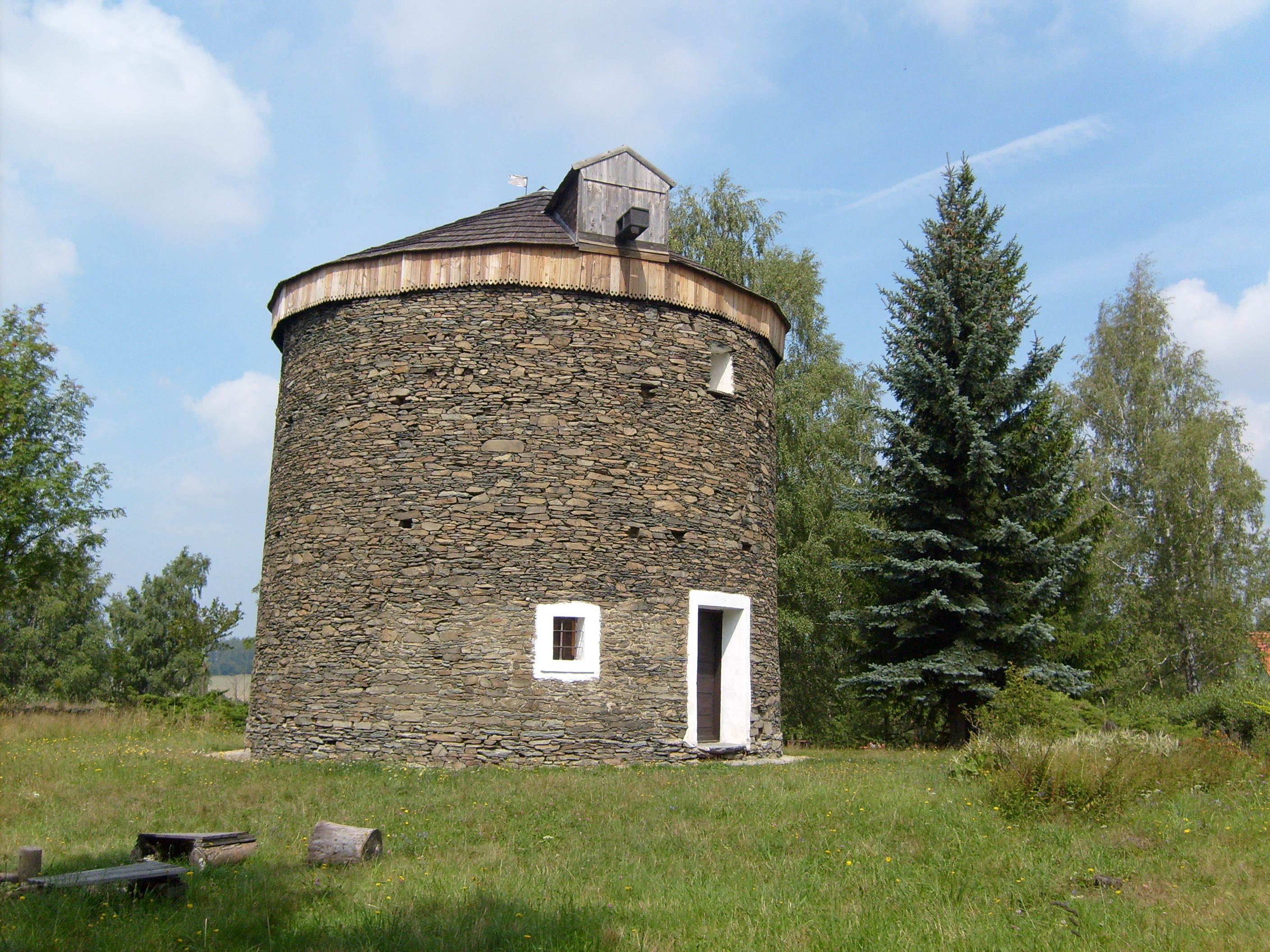
Windmühle von Kořenec

Kořenec (deutsch Korschenetz, früher Korzenetz) ist eine Gemeinde in Tschechien. Sie liegt neun Kilometer nordöstlich von Boskovice und gehört zum Okres Blansko.

## Geographie
Kořenec erstreckt sich im höchsten Teil des Drahaner Berglandes entlang des Baches Kořenecký potok bzw. Kořeňák. Der Ort befindet sich – umgeben von Wäldern – auf einer großen Lichtung im Naturpark Řehořkovo Kořenecko. Nordöstlich erhebt sich der Trundův vrch (657 m), im Osten der Paprč (721 m), südlich der Kořenecký vrch (657 m) und im Westen die Kozina (576 m).
Nachbarorte sind Pohora im Norden, Žleb und Horní Štěpánov im Nordosten, Hrochov und Lipová im Osten, Buková und Pavlov im Südosten, Benešov und Okrouhlá im Süden, Melkov im Südwesten, Vážany und Knínice u Boskovic im Westen sowie Šebetov, Kapouňata, Karlov, Mořicův Dvůr und Světlá im Nordwesten.

## Geschichte
Kořenec wurde wahrscheinlich zwischen 1242 und 1250 als Köhler- und Holzfällersiedlung gegründet, einige Historiker vermuten die Entstehung des Ortes zum Ende des 12. Jahrhunderts. Im Laufe der Zeit entstanden in der Gegend auch Glashütten und Schmelzhütten. Die erste schriftliche Erwähnung des Dorfes erfolgte in einer am 23. Juli 1490 auf Budín ausgefertigten Bewilligungsurkunde Wladislaw Jagiellos für den Abt Jan des Klosters Hradisko zur Verpfändung  der Propstei Knínice an Jindřich von Jezera und Vítek von Ptení. 1499 erhielt Ladislav von Boskowitz die Knínicer Güter mit den Städtchen Knínice und Svitávka sowie den Dörfern Světlá, Cetkovice, Šebetov, Uhřice, Kořenec, Úsobrno und Okrouhlá als Pfand. Später gelangte die Herrschaft an das Kloster Hradisch zurück. Im Laufe des 16. Jahrhunderts wurde Šebetov zum neuen Herrschaftssitz ausgebaut und der Orden ließ dort als Residenz ein großes Schloss errichten. 1675 bestand das Dorf aus 20 Häusern, 1778 waren es bereits 66. Nach der Aufhebung des Klosters im Zuge der Josephinischen Reformen fielen dessen Güter 1784 dem Religionsfonds zu. 1825 kaufte Karl Graf Strachwitz die Herrschaft Šebetov. Sein Sohn Moritz Graf Strachwitz erbte 1837 den Besitz. Die erste Dorfschule entstand 1833 als schindelgedeckte Chaluppe.
Nach der Aufhebung der Patrimonialherrschaften bildete Kořenec ab 1850 eine Gemeinde in der Bezirkshauptmannschaft Boskovice. Zwischen 1860 und 1865 gehörten die Güter Karl Octavius zur Lippe-Weißenfeld. 1865 wurden die Grafen Strachwitz kurzzeitig wieder Besitzer der Šebetover Güter. Im Zuge der Zwangsvollstreckung ersteigerte im selben Jahre der Wiener Fabrikant Johann May den Besitz, den er 1877 an Moritz von Königswarter verkaufte. Zwischen 1878 und 1879 erfolgte der Bau eines neuen Schulhauses. 1880 lebten in den 120 Häusern der Gemeinde 814 Personen. 1884 gründete sich die Freiwillige Feuerwehr. Im Jahre 1930 hatte das Dorf 718 Einwohner und bestand aus 136 Häusern. Mit Beginn des Jahres 1961 wurde Kořenec dem Okres Blansko zugeordnet. 1980 hatte Kořenec 409 Einwohner. Der Golfplatz am Paprč wurde 1998 angelegt. Seit 2002 führt Kořenec ein Wappen und Banner.

## Gemeindegliederung
Für die Gemeinde Kořenec sind keine Ortsteile ausgewiesen.

## Sehenswürdigkeiten
- ehemalige Windmühle, erbaut 1866
- Kapelle, errichtet 1993
- denkmalgeschütztes Bauerngehöft Nr. 64
- Heimatmuseum, es wurde ab 1985 in dem mit einer Spende des Ehrenbürgers Jiří Pelikán erworbenen Bauerngehöft Nr. 16 eingerichtet und stellt Leben und Arbeit  der Bewohner des Dorfes in den vergangenen Zeiten dar. 1995 eröffnete das Museum.
- Naturreservat Horní Bělá, im Tal des Flusses Bělá nordwestlich des Ortes